# Middelwaardestelling
De middelwaardestelling is een stelling uit de analyse, die haar bekendheid dankt aan de toepassing als hulpstelling. Er kunnen bepaalde ongelijkheden mee worden bewezen. De stelling kent verschillende vormen, maar de bekendste is die van Lagrange. De stelling wordt met behulp van de stelling van Rolle bewezen en is sterk aan de tussenwaardestelling gerelateerd. De middelwaardestelling wordt soms de tussenwaardestelling voor afgeleiden genoemd.
De stelling, die in de nevenstaande figuur aanschouwelijk gemaakt wordt, houdt in dat van een functie die op {\displaystyle (a,b)} differentieerbaar is, de grafiek op minstens één plaats dezelfde helling moet hebben als de verbindingslijn van de punten {\displaystyle (a,f(a))} en {\displaystyle (b,f(b))}, dat wil zeggen de afgeleide is ergens gelijk aan de 'middelwaarde', de verandering van {\displaystyle f} op dat interval. 

## Stelling
Als de functie {\displaystyle f} voor {\displaystyle a<b} voldoet aan de voorwaarden:
1. {\displaystyle f} is continu op het gesloten interval {\displaystyle [a,b]},
2. {\displaystyle f} is differentieerbaar op het open interval {\displaystyle (a,b)}

dan is er een {\displaystyle c} tussen {\displaystyle a} en {\displaystyle b} waarvoor geldt:
{\displaystyle f\,'(c)={\frac {f(b)-f(a)}{b-a}}}
De stelling van Rolle is een speciaal geval van de middelwaardestelling voor {\displaystyle f(b)=f(a)}. 

### Bewijs
Het bewijs steunt op de stelling van Rolle. Definieer de functie {\displaystyle F} door:
{\displaystyle F(x)=f(x)-{\frac {f(b)-f(a)}{b-a}}(x-a)},
dan voldoet {\displaystyle F} aan de voorwaarden van de stelling van Rolle. Er bestaat dus een {\displaystyle c} tussen {\displaystyle a} en {\displaystyle b}, waarvoor geldt: 
{\displaystyle F'(c)=f'(c)-{\frac {f(b)-f(a)}{b-a}}=0}
Hieruit volgt het gestelde.

## Middelwaardestelling van Cauchy
Er is een algemene vorm van de middelwaardestelling, die de middelwaardestelling van Cauchy wordt genoemd. Deze stelling zegt dat als {\displaystyle a<b} en de functies {\displaystyle f} en {\displaystyle g} voldoen aan de voorwaarden:
1. {\displaystyle f} en {\displaystyle g} zijn continu op het gesloten interval {\displaystyle [a,b]},
2. {\displaystyle f} en {\displaystyle g} zijn differentieerbaar op het open interval {\displaystyle (a,b)}
3. {\displaystyle g'(x)} is verschillend van nul op het open interval {\displaystyle (a,b)}

er een getal {\displaystyle c} bestaat tussen {\displaystyle a} en {\displaystyle b} waarvoor geldt: 
{\displaystyle {\frac {f(b)-f(a)}{g(b)-g(a)}}={\frac {f'(c)}{g'(c)}}}
Uit de derde voorwaarde en de stelling van Rolle volgt dat {\displaystyle g(b)-g(a)\neq 0}, want anders zou {\displaystyle g(d)=0} voor een zekere {\displaystyle d} tussen {\displaystyle a} en {\displaystyle b}. Het bewijs verloopt verder analoog aan dat van de middelwaardestelling, nu met de functie 
{\displaystyle F(x)=f(x)-{\frac {f(b)-f(a)}{g(b)-g(a)}}(g(x)-g(a))}
Merk op dat de stelling van Taylor, waarvan het bewijs eveneens berust op de stelling van Rolle met een slim gekozen functie, ook kan worden beschouwd als een generalisatie van de middelwaardestelling, en wel over {\displaystyle n} afgeleiden.